# Przibramiella pontica
Przibramiella pontica är en tvåvingeart som beskrevs av Suster 1934. Przibramiella pontica ingår i släktet Przibramiella och familjen parasitflugor.
Artens utbredningsområde är Rumänien. Inga underarter finns listade i Catalogue of Life.